# Castelo da Lousã
O Castelo da Lousã, também referido como Castelo de Arouce, localiza-se na freguesia de Lousã e Vilarinho, a cerca de dois quilómetros da vila, no município de Lousã, distrito de Coimbra, em Portugal.
Construído na segunda metade do século XI, este monumento localiza-se na serra da Lousã, na margem direita do rio Arouce, constituindo-se, nos nossos dias, em uma requisitada atração turística.
Encontra-se classificado como Monumento Nacional por Decreto publicado em 23 de Junho de 1910.

## História

### Antecedentes
Desconhece-se o momento em que uma fortificação foi iniciada para a proteção da povoação de Arouce, cuja primeira referência documental remonta a 943, num contrato entre Zuleima Abaiud, um moçárabe, e o abade Mestúlio do Mosteiro de Lorvão, onde se menciona o topônimo Arauz.

### O castelo medieval
Admite-se que a edificação (ou reedificação) do Castelo de Arouce remonta para a segunda metade do século XI, quando a povoação foi pacificamente ocupada pelo conde Sesnando Davides, governador da circunscrição conimbricense, cujo mandato lhe foi outorgado por Fernando Magno, soberano que havia conquistado Coimbra aos mouros desde 1064, trazendo a Reconquista cristã da Península Ibérica até à região das serras da Estrela e da Lousã.
Conquistado pelos mouros durante a ofensiva de 1124, foi reocupado e reparado por D. Teresa de Leão. Com a independência de Portugal, passou a integrar a linha raiana do Mondego até 1147, quando da conquista de Santarém e de Lisboa pelas forças de D. Afonso Henriques (1112-1185), que a estendeu até ao Tejo. Nesse período, aqui vinha passar o Verão a sua esposa, a rainha D. Mafalda de Saboia, com a sua corte. Na Carta de Foral que este soberano concedeu a Miranda do Corvo (1136), faz alusão ao Castelo de Arouce, que viria a receber o próprio foral em 1151. Mais tarde, em 1160, um novo documento alude à Lousã, distinta de Arouce, o que demonstra que a antiga povoação romana voltara a ser ocupada com a pacificação da região, prosperando de tal forma que recebeu foral em 1207, sob o reinado de D. Afonso II (1211-1223).
Em algum momento do século XIV, foi erguida a torre de menagem do castelo. Sob o reinado de D. Manuel I (1495-1521) a Lousã recebeu Foral Novo (1513), época a partir da qual o castelo medieval passou a ser conhecido como Castelo da Lousã.
A Lousã e seus domínios foram senhorio dos duques de Aveiro até 1759, quando passaram para a Coroa portuguesa. A partir de então, a ação dos elementos, a dos séculos e a de vândalos em busca dos lendários tesouros de Arouce, causaram significativos danos ao monumento, inclusive ameaçando derruir a Torre de Menagem.

### Do século XX aos nossos dias
A intervenção do poder público iniciou-se em 1925, e depois em 1939, quando lhe foram procedidos trabalhos de conservação e reparação por parte da Direcção Geral dos Edifícios e Monumentos Nacionais. Uma campanha mais extensa teve lugar entre 1942 e 1945, e, outras, pontuais, nos anos de 1950, 1956, 1964, 1971 e 1985. Esses trabalhos trouxeram-nos o monumento em bom estado de conservação, preservado numa paisagem florestal, que relembra os primórdios da nacionalidade.

## Características

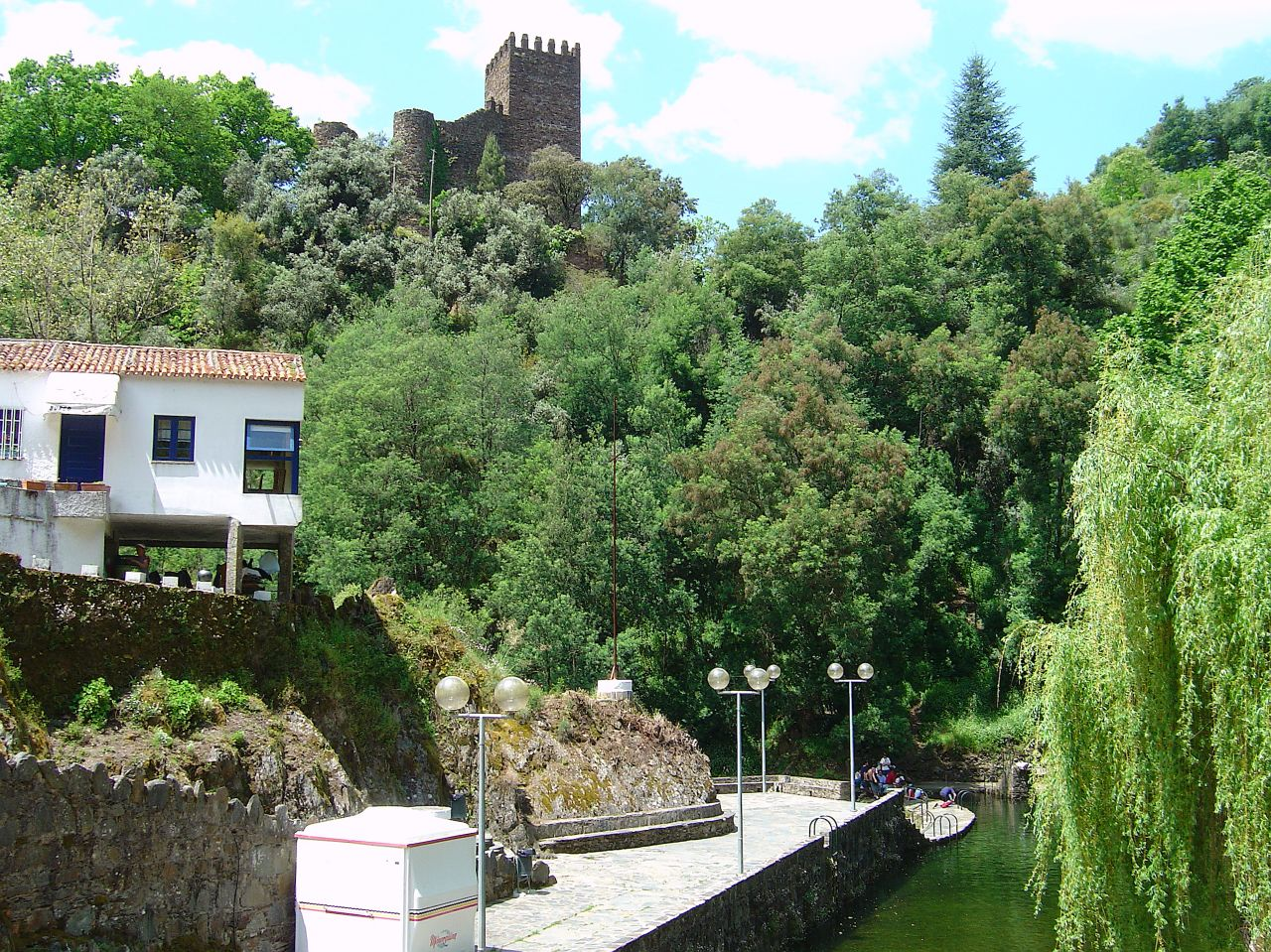
Castelo da Lousã, Portugal: vista panorâmica.

De pequenas dimensões, apresenta planta no formato hexagonal irregular, nos estilos românico e gótico.
As muralhas, em alvenaria de xisto, são reforçadas por três cubelos (um a Sudoeste, e dois, menores a Oeste. Outros dois, semi-cilíndricos, flanqueiam o portão de entrada, a sudeste. Atravessando-se este, abre-se uma praça de armas com cerca 130 m². O topo das muralhas é percorrido por um adarve, defendido por merlões chanfrados.
Adossada à muralha, pelo lado norte, ergue-se a Torre de Menagem, com planta quadrangular, ameada. Nela se rasga uma porta em arco ogival, ao nível do adarve, com seteiras pelo lado oposto, e mais duas portas no pavimento superior, em cada uma das fachadas. É encimada por merlões chanfrados.

## A lenda do Castelo de Arouce
De acordo com uma antiga lenda, que muitos danos causou ao monumento, à época da ocupação muçulmana da Península Ibérica, o castelo foi erguido por Arunce, um emir ou chefe islâmico derrotado e expulso de Conímbriga, para a proteção de sua filha Peralta e seus tesouros, enquanto ele se deslocasse ao Norte de África em busca de reforços contra as forças cristãs que, cada vez mais, apertavam o cerco às terras muçulmanas.

## Personalidades ilustres
- Visconde de Castelo da Lousã